# Acalypha chibomboa
Acalypha chibomboa é uma espécie de flor do gênero Acalypha, pertencente à família Euphorbiaceae.